# Masyw Śnieżnika

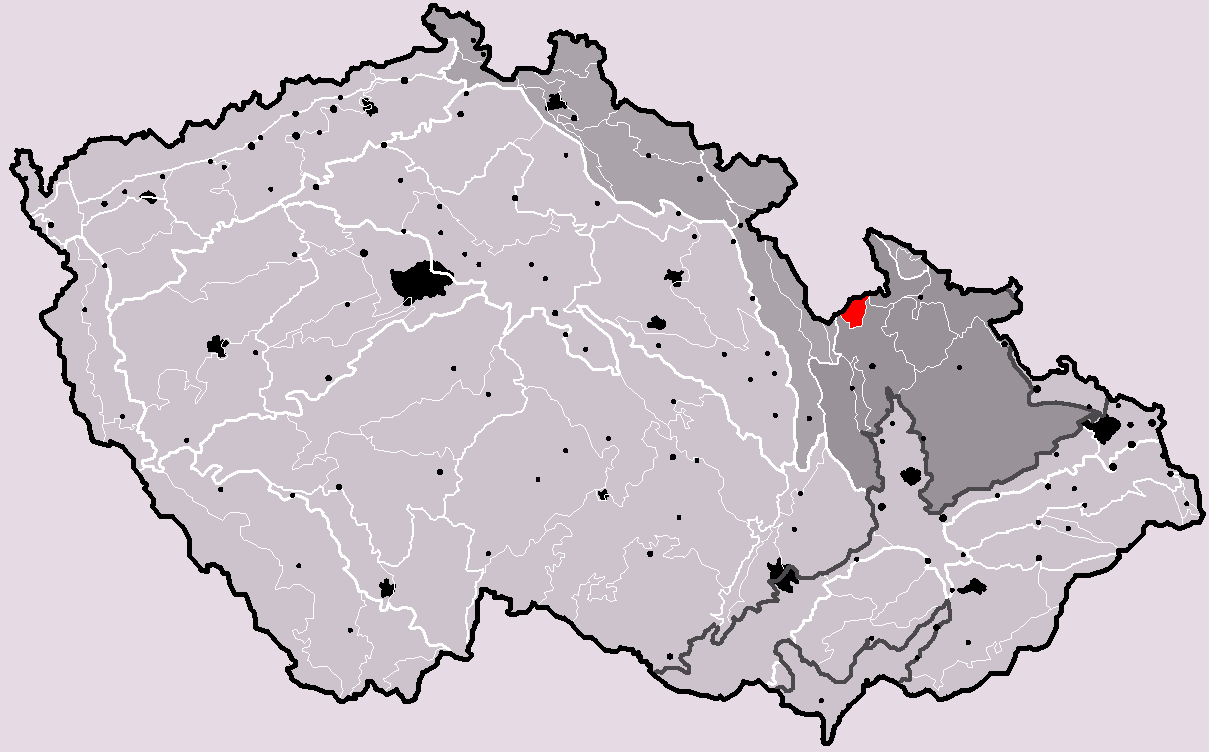
Czeski obszar Masywu Śnieżnika

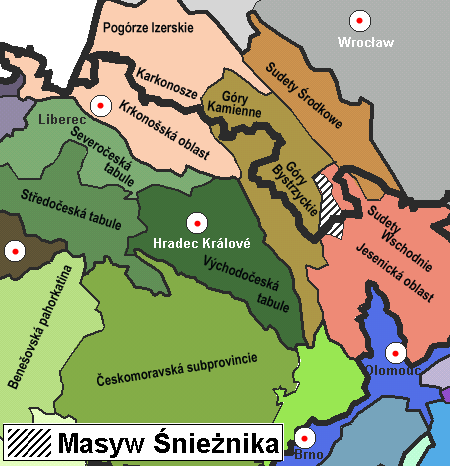
Położenie Masywu Śnieżnika

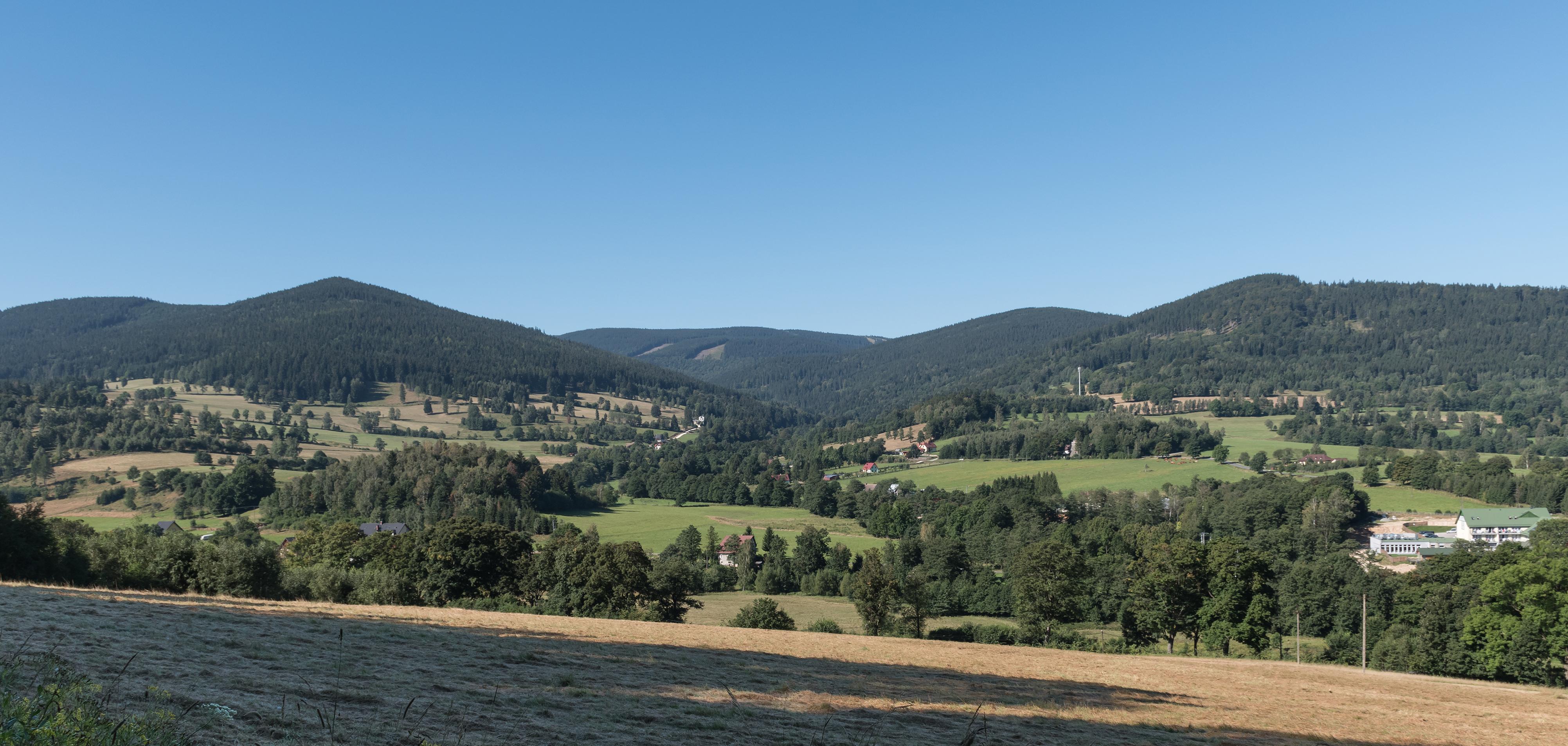
Masyw Śnieżnika od północnego wschodu

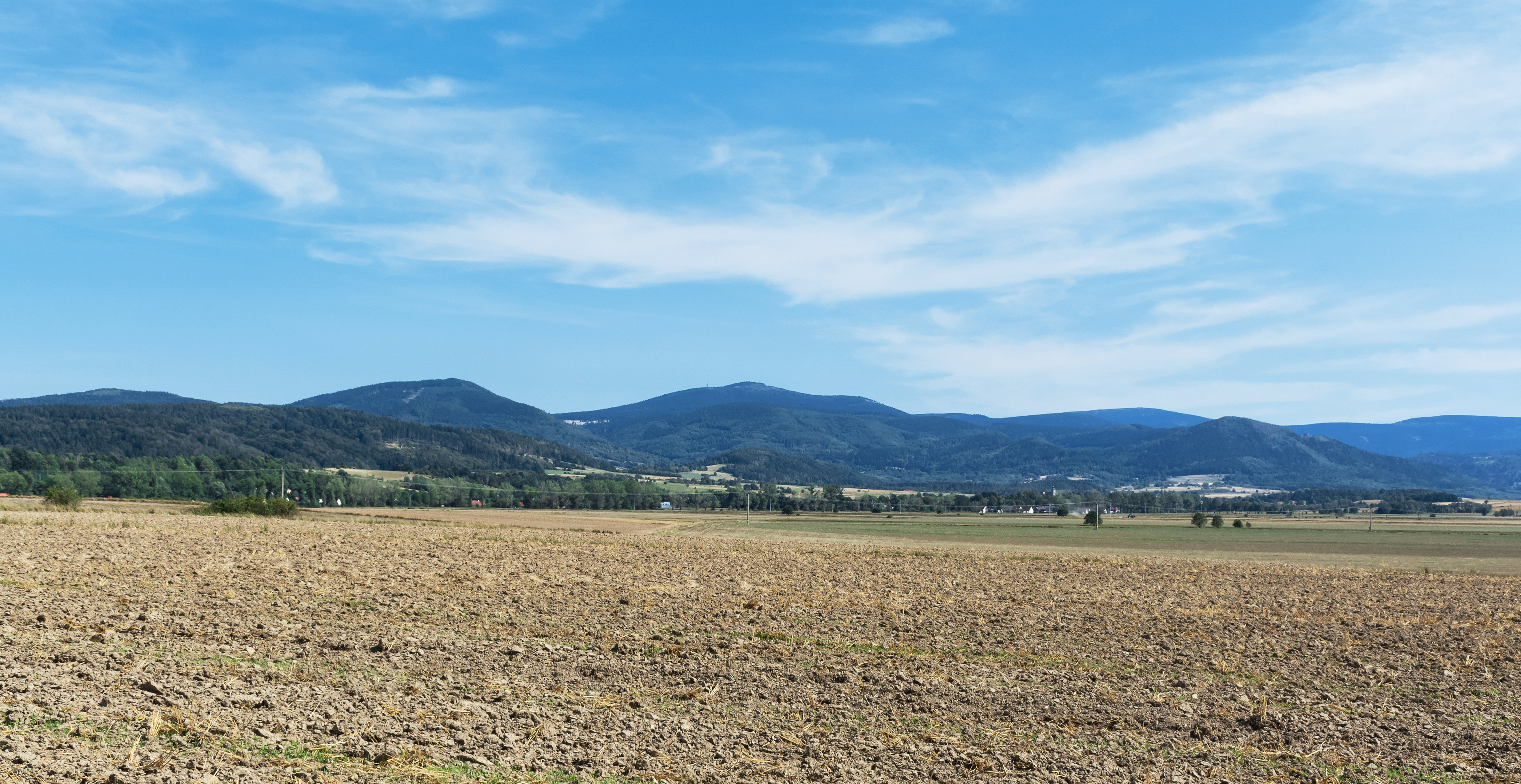
Masyw Śnieżnika od północnego zachodu

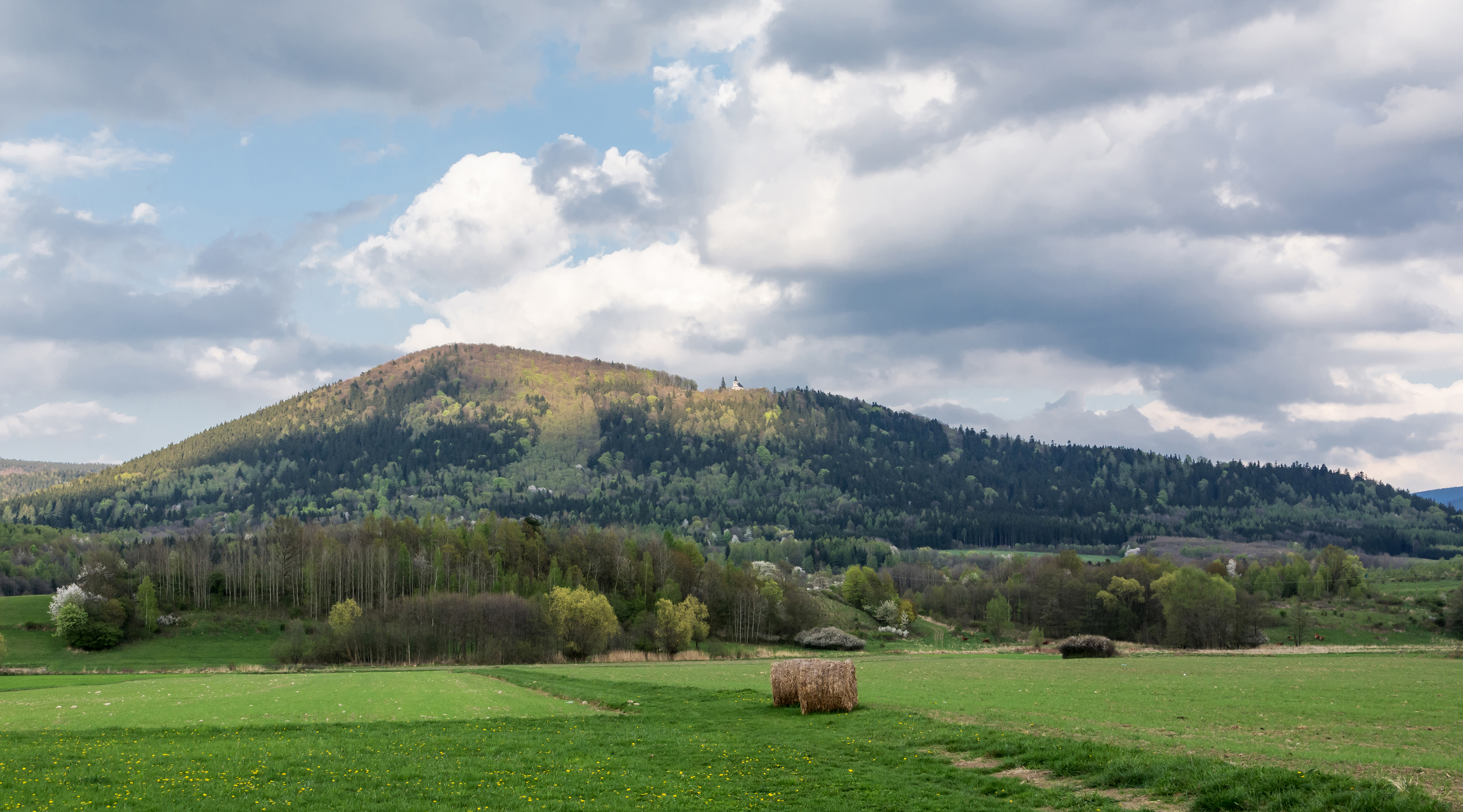
Igliczna w Masywie Śnieżnika

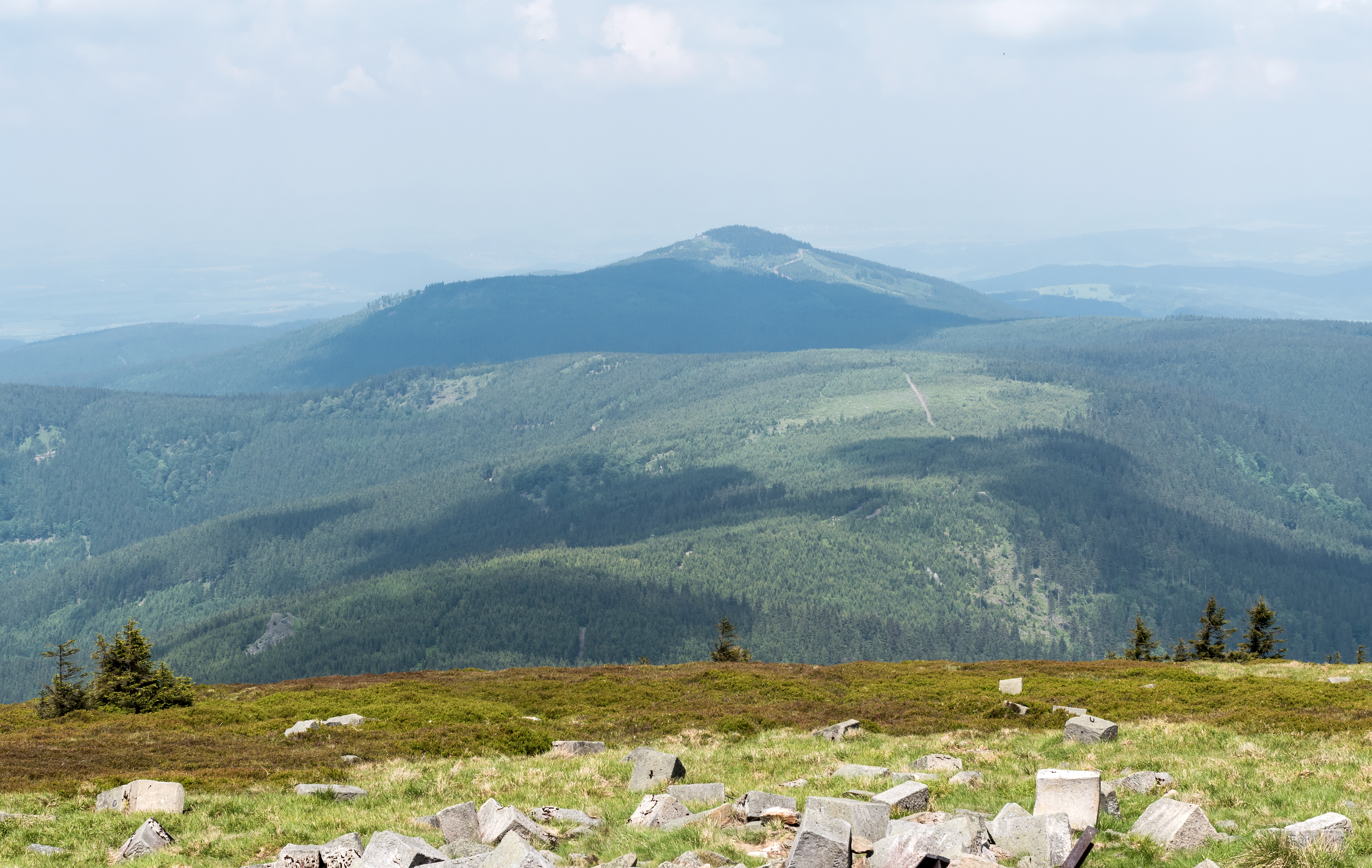
Żmijowiec w Masywie Śnieżnika

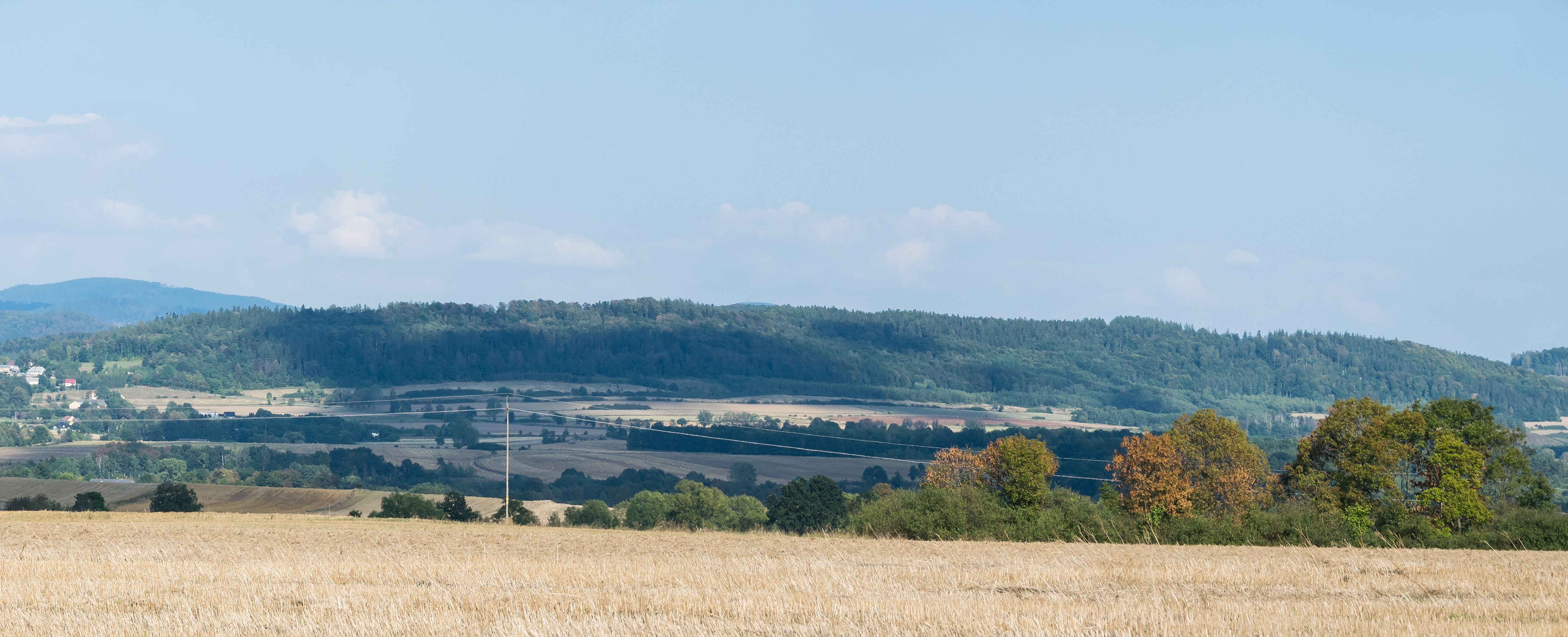
Krowiarki w Masywie Śnieżnika

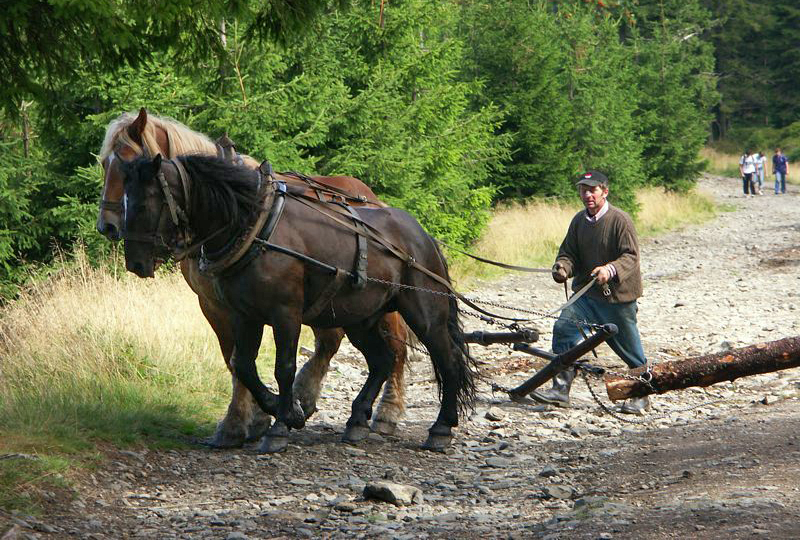
Zrywka drewna końmi w Masywie Śnieżnika

Masyw Śnieżnika (332.62, krótko po 1945 Góry Śnieżne, czes. Králický Sněžník, niem. Glatzer Schneegebirge) – najwyższe pasmo górskie w polskiej części Sudetów Wschodnich, położone po obu stronach polsko-czeskiej granicy, na południowy wschód od Kłodzka.

## Położenie
Od zachodu Masyw ograniczony jest rowem Górnej Nysy i Przełęczą Międzyleską od Gór Bystrzyckich, a tym samym od całych Sudetów Środkowych. Na północy granicę Masywu Śnieżnika w ścisłym sensie stanowi Przełęcz Puchaczówka oraz doliny Białej Wody i Siennej Wody, na południu zaś przechodzi w przedgórze Wysokiego Jesionika. Na wschodzie, poprzez Przełęcz Płoszczynę, graniczy z Górami Bialskimi (czes. Rychlebské hory). Obszar Masywu w większości należy do Polski (powiat kłodzki, województwo dolnośląskie) – w granicach kraju znajduje się ok. 200 km² – pozostała jego część (76 km²) leży w Czechach.
Zgodnie z regionalizacją fizycznogeograficzną (według Kondrackiego i Walczaka) mezoregion Masyw Śnieżnika obejmuje również Krowiarki, wtedy północną granicę stanowi dolina Białej Lądeckiej od Stronia Śląskiego, przez Lądek-Zdrój, Radochów, Trzebieszowice, Ołdrzychowice Kłodzkie, Żelazno po Krosnowice.

## Rzeźba terenu
Masyw ma postać rozległego rozrogu o rozpiętości południkowej ok. 20, a równoleżnikowej ok. 30 km. Jego punktem zwornikowym jest centralnie usytuowany Śnieżnik (1425 m n.p.m.), od którego odchodzi sześć obszernych, spłaszczonych ramion, oddzielonych wyraźnie zarysowanymi, głębokimi dolinami erozyjnymi:
- najbardziej rozgałęziony, razem z Krowiarkami najdłuższy grzbiet północno-zachodni Czarnej Góry[4], przechodzący w sięgające aż do przedmieść Kłodzka Krowiarki; od Żmijowca odchodzi ku zachodowi krótki grzbiecik ze Smrekowcem, kończący się w centrum Międzygórza, a ku północnemu wschodowi boczny grzbiet z Rudką, Janowcem i Krzyżnikiem, dochodzący do Stronia Śląskiego; od Jaworowej Kopy odchodzi ku zachodowi grzbiet zakończony Igliczną, a od Czarnej Góry też ku zachodowi grzbiecik z Przednią i Trzema Kopkami,
- najkrótsze ramię zachodnie Średniaka (1210 m n.p.m.),
- najwyższy, południowo-zachodni grzbiet graniczny z Małym Śnieżnikiem i Trójmorskim Wierchem, również rozgałęziony, z bocznymi grzbietami wybiegającymi od Goworka i Puchacza,
- południowy grzbiet Sušiny i Podbělki, położony w całości w Czechach,
- wschodni grzbiet graniczny, z Rykowiskiem, schodzący do Przełęczy Płoszczyna,
- północne ramię góry Stromej (1166 m n.p.m.)[4] oraz Młyńska.

Grzbiety mają kręte linie grzbietowe i silnie zróżnicowane wysokości oraz boczne odnogi. Większość z nich ma strome zbocza, zwłaszcza te, które opadają w kierunku Rowu Górnej Nysy. Dość licznie występują skałki, a bardzo liczne są bloki skalne. Na niektórych szczytach znajdują się gołoborza.

## Budowa geologiczna
Obejmuje południowo-zachodnią część metamorfiku Lądka i Śnieżnika. Zbudowany jest w większości z gnejsów (gnejsy śnieżnickie i gnejsy gierałtowskie) i łupków łyszczykowych serii strońskiej. W Krowiarkach i okolicach Kletna występują zmetamorfizowane skały węglanowe – soczewy marmurów kalcytowych i dolomitowych. W położonym w jednej z nich kamieniołomie Kletno III, w 1966 odkryto największą jaskinię Sudetów – Jaskinię Niedźwiedzią, będącą rezerwatem ścisłym (zob. Jaskinia Niedźwiedzia). Wśród łupków łyszczykowych występują ponadto wkładki łupków łyszczykowych z granatami, łupków grafitowych, kwarcytów, amfibolitów i łupków amfibolitowych i in., natomiast wśród gnejsów – eklogitów.

## Wody
Obszar Masywu Śnieżnika należy do zlewisk trzech mórz: Morza Bałtyckiego, Morza Północnego i Morza Czarnego. Północną i zachodnią część odwadniają Nysa Kłodzka wraz z dopływami, wpadająca do Odry. Południowo-wschodnią część największa rzeka Moraw – Morawa ze swoimi dopływami, wpadająca do Dunaju. Najmniejszą, południowo-zachodnią część odwadnia Lipkovský potok, dopływ Cichej Orlicy (czes. Tichá Orlice), wpadającej do Łaby. Wymienione trzy rzeki mają swe źródła pod Trójmorskim Wierchem, jedynym w Polsce miejscem, gdzie zbiegają się zlewiska trzech mórz. Na potoku Wilczka w Międzygórzu znajduje się jeden z najwyższych w Sudetach wodospadów – wodospad Wilczki o wysokości 22 m. Na obszarach zbudowanych ze skał wapiennych rozwinęły się zjawiska krasowe – suche dolinki, ponory, wywierzyska.

## Przyroda
Świat roślinny i zwierzęcy Śnieżnika jest najbogatszy w całych Sudetach, ponieważ przebiegają tam granice zasięgów występowania wielu gatunków – sudeckich, karpackich, alpejskich, a nawet śródziemnomorskich.
Wyraźnie zaznaczony jest piętrowy układ roślinności:
- do 500 m n.p.m. – użytki rolne, zazwyczaj łąki; występują m.in. pełnik europejski, dziewięćsił bezłodygowy,
- 500–1000 m n.p.m. – regiel dolny w postaci borów świerkowych lub lasów mieszanych świerkowo-bukowych,
- 1000–1250 m n.p.m. – regiel górny – bór świerkowy, w runie występują borówki czernica i brusznica,
- powyżej 1250 m n.p.m. – łąki górskie.

Te ostatnie występują praktycznie tylko na szczycie Śnieżnika. Posiadają największą wartość przyrodniczą. Występują tu licznie gatunki roślin rzadkich i chronionych oraz sztucznie wprowadzona kosodrzewina. W szczelinach skalnych spotkać można jedyny w Polsce świecący mech – świetlik.
Świat zwierzęcy również obfituje w cenne gatunki: cietrzewie, głuszce, siwerniaki. Wśród płazów występują salamandra plamista i traszka górska, wśród gadów zaskroniec i żmija zygzakowata. Liczne są gryzonie: koszatki leśne, popielice, orzesznice, kuny leśne, gronostaje. Obecne są tu również borsuki, a nadto endemiczne gatunki chrząszczy, błonkówek, muchówek i pajęczaków.
Od końca XIX w. w rejonie Średniaka żyją kozice, które przywędrowały z Czech. Ich stado jest jedynym w Polsce poza Tatrami.

## Roślinność
W Masywie Śnieżnika na wielu różnorodnych siedliskach występuje wielkie bogactwo roślin, w tym rzadkich i chronionych. Są to m.in.:
drzewa:

- buk,
- jodła,
- jawor,
- olcha czarna,
- lipa,
- różne gatunki wierzb,
- świerk,
- modrzew,
- kosodrzewina.

rośliny zielne:

- trzcinnik owłosiony,
- owsica spłaszczona,
- kostrzewa leśna,
- turzyca czarniawa,
- rzeżucha trójlistkowa,
- pępawa wielkokwiatowa,
- lepiężnik biały,
- fiołek sudecki[2],
- lilia złotogłów[2],
- kokoryczka okółkowa,
- szarota norweska,
- wierzbownica mokrzycowa,
- marchwica pospolita,
- miłosna górska,
- modrzyk górski,
- tojad smukły,
- ostróżka wyniosła,
- orlik pospolity,
- sesleria tatrzańska,
- driakiew lśniąca,
- miesięcznica trwała,
- gajowiec żółty,
- dziewięćsił bezłodygowy,
- jastrzębiec alpejski,
- gółka długoostrogowa,
- storczyk męski[2],
- buławnik,
- gnieźnik,
- listera i inne storczyki,
- endemit, jeden z podgatunków pierwiosnki wyniosłej,
- szczwoligorz pochwiasty,
- dzwonek brodaty,
- żywiec dziewięciolistny,
- żywiec gruczołowaty,
- przytulia wonna,
- przenęt purpurowy,
- jęczmieniec zwyczajny,
- wietlica samicza,
- zachyłka oszczepowata,
- nerecznica szerokolistna,
- podrzeń żebrowiec,
- liczne gatunki mszaków.

## Ochrona przyrody
Na terenie Masywu w 1981 roku utworzono Śnieżnicki Park Krajobrazowy.
Istnieją tu także obszary objęte ochroną rezerwatową:
- rezerwat przyrody Śnieżnik Kłodzki,
- rezerwat przyrody Wodospad Wilczki,
- rezerwat przyrody Jaskinia Niedźwiedzia.

Masyw Śnieżnika wchodzi w skład projektowanego Specjalnego Obszaru Ochrony Siedlisk (SOO) sieci Natura 2000 – Góry Bialskie i Grupa Śnieżnika.

## Miejscowości
Leżące u podnóża Masywu wsie posiadają dobrze rozbudowaną bazę turystyczną.
Są to między innymi:
Bolesławów,
Domaszków,
Idzików,
Jodłów,
Kletno,
Králíky,
Goworów,
Międzygórze,
Międzylesie,
Nowa Morawa,
Sienna,
Stara Morawa,
Staré Město pod Sněžníkem,
Stary Gierałtów,
Stronie-Wieś,
Wilkanów.

## Turystyka
W 2015 roku gmina Stronie Śląskie uruchomiła projekt turystycznego szlaku narciarstwa biegowego z Bielic w Górach Bialskich do Siennej w Masywie Śnieżnika.